# أبراج فيير
أبراج فيير هما برجين سكنين يتكونان من 37 طابق بارتفاع 150 متر وهما يقعان في مجمع سيتي سنتر في لاس فيغاس ستريب،بارادايس،نيفادا.حصل البرجين على مرتبة ذهبية في الريادة في تصميمات الطاقة والبيئة في 20 نوفمبر 2009.